# Gouverneurswahl in New York 1816
Die Gouverneurswahl in New York von 1816 fand im April 1816 statt, wo der Gouverneur und der Vizegouverneur von New York gewählt wurden.

## Kandidaten
Für die Demokratisch-Republikanische Partei trat Daniel D. Tompkins zusammen mit John Tayler an. Tompkins stellte sich zu Wiederwahl auf. Für die Föderalisten trat Rufus King zusammen mit George Tibbits an.

## Ergebnis
| Bild   | Kandidat           | Partei                    | Stimmen | Stimmen  |
| Bild   | Kandidat           | Partei                    | Anzahl  | Prozent  |
| ------ | ------------------ | ------------------------- | ------- | -------- |
|        | Daniel D. Tompkins | Demokratisch-Republikaner | 45.412  | 54,02 %  |
|        | Rufus King         | Föderalisten              | 38.647  | 45,98 %  |
| Gesamt | Gesamt             | Gesamt                    | 84.059  | 100,00 % |